# ActionSA
ActionSA ist eine politische Partei in der Republik Südafrika. Die Partei entstand 2020 im Wesentlichen als Abspaltung von der Democratic Alliance (DA).

## Parteigeschichte
Die Partei wurde am 24. August 2020 in Johannesburg durch Herman Mashaba gegründet. Mashaba, ein erfolgreicher Unternehmer, der sich aus kleinen Verhältnissen emporgearbeitet hatte, war zuvor Mitglied der Democratic Alliance gewesen und war von 2016 bis 2019 Bürgermeister von Johannesburg. Am 21. Oktober 2019 kündigte er seinen Rücktritt vom Amt des Bürgermeisters an und begründete diesen mit Differenzen mit der DA-Parteiführung. Hauptkritikpunkt Mashabas war dabei die Rückkehr Helen Zilles in den DA-Parteivorstand. Mashaba warf Zille vor, dass sie nicht genügend Verständnis für die immer noch weiter wirkenden Auswirkungen der früheren Apartheid auf die schwarze Bevölkerung habe.
Im Vorfeld der Parteigründung war Mashaba quer durch Südafrika gereist, um Mitglieder für die neue Partei aus anderen Parteien abzuwerben. Einige prominente Funktionäre des ANC, der DA und anderer Parteien schlossen sich der neuen Partei an.
Programmatisch vertrat die neue Partei eine marktwirtschaftliche Haltung und forderte unter anderem die Privatisierung der Energieversorgung Südafrikas. In Bezug auf die Bekämpfung der Kriminalität vertrat die Partei eine strikte law-and-order-Politik mit verstärkten Ressourcen für die Polizei und der Wiedereinrichtung spezieller zentraler Polizeibehörden, konkret des von Präsident Thabo Mbeki 2001 eingerichteten und unter Präsident Jacob Zuma 2009 aufgelösten Directorate of Special Operations, besser bekannt als Scorpions, zur Verfolgung von Straftaten auf hoher Ebene, einschließlich organisierter Kriminalität und Korruption. Die Partei forderte auch die Wiedereinführung der Todesstrafe. Ein anderes zentrales Thema der Partei war die illegale Immigration aus den Nachbarstaaten nach Südafrika. Parteigründer Mashaba begab sich medienwirksam auf „Grenzbegehungen“, um deutlich zu machen, wie durchlässig die Grenzen Südafrikas seien. Der Partei wurde mehrfach der Vorwurf der Xenophobie und Stimmungsmache gegen illegale Einwanderer gemacht.
Die Partei trat erstmals bei den Kommunalwahlen 2021 an, bei denen sie nur in sechs Gemeinden kandidierte. Seitdem konnte sie ihre Organisationsstruktur erheblich ausbauen und professionalisieren. ActionSA konnte dabei Anhänger aus den verschiedensten ethnischen Gruppen für sich gewinnen, was die Partei zu einer der ethnisch heterogensten in Südafrika machte. Bei den Wahlen in Südafrika 2024 gewann sie 192.373 Stimmen (1,20 %) und drei Parlamentsmandate. Damit wurde sie achtstärkste Partei in der südafrikanischen Nationalversammlung, blieb aber eher unter den in sie gesetzten Erwartungen.